# Гіорок
Гіорок (рум. Ghioroc) — село у повіті Арад в Румунії. Адміністративний центр комуни Гіорок.
Село розташоване на відстані 400 км на північний захід від Бухареста, 21 км на схід від Арада, 52 км на північний схід від Тімішоари.

## Населення
За даними перепису населення 2002 року у селі проживала 1801 особа.
Національний склад населення села:
| Національність | Кількість осіб | Відсоток |
| -------------- | -------------- | -------- |
| румуни         | 1132           | 62,9%    |
| угорці         | 633            | 35,1%    |
| німці          | 15             | 0,8%     |
| цигани         | 11             | 0,6%     |
| українці       | 8              | 0,4%     |

Рідною мовою назвали:
| Мова       | Кількість осіб | Відсоток |
| ---------- | -------------- | -------- |
| румунська  | 1135           | 63,0%    |
| угорська   | 637            | 35,4%    |
| циганська  | 11             | 0,6%     |
| німецька   | 9              | 0,5%     |
| українська | 8              | 0,4%     |